# Loe Nekan
Loe Nekan je nejvyšší hora v provincie Bálučistán na jihozápadě Pákistánu.
Loe Nekan se nachází 30 km východně-severovýchodně od města Kvéta v horském masivu Zarghun-Ghar. Loe Nekan má nadmořskou výšku 3575 metrů (podle jiných zdrojů 3578 metrů).